# The Glorious Adventure (film fra 1918)
The Glorious Adventure er en amerikansk stumfilm fra 1918 af Hobart Henley.

## Medvirkende
- Mae Marsh som Carey Wethersbee
- Wyndham Standing som Hiram A. Ward
- Sara Alexander som Lucretia Wethersbee
- Paul Stanton som Bob Williamson
- Alec B. Francis som Scott